# 裝甲拯救隊
《裝甲拯救隊》（日语：緊急発進セイバーキッズ）是東京電視台於1991年的播出的日本原創電視動畫。全50話。台灣於1994年8月4日～1995年9月4日期間於台視播出；同年香港無綫電視也引進，在翡翠台兒童節目《閃電傳真機》的動畫單元裡播出。

## 故事簡介
在不久的將來，世界不再以國界來區分，整個地球成為了一個統一的個體。人類開始用發達的科技建立一個理想的烏托邦，人棋類藉著高科技產生了高度發達的機器人，這些機器人以協助人類為目標，並與發展了密不可分的人關係。一間歷史悠久的機器人總部 「セイバーキッズ」天神林家庭的三兄弟利用由祖父發展機械，阻止邪惡博士率領的陰謀。

## 登場人物
（聲：松井摩味）
（聲：高木渉）
（聲：山崎和佳奈）
（聲：田中和美）
（聲：高木早苗）
（聲：肝付兼太）
（聲：松尾銀三）
（聲：山口健）
（聲：伊藤美紀）

## 主題曲
■OP 「Dancing Beat」　歌：LOVERS
（作詞：LOVERS／作曲：LOVERS／編曲：LOVERS）
■ED 「TAKE A CHANCE」　歌：LOVERS
（作詞：LOVERS／作曲：LOVERS／編曲：LOVERS）
香港版主唱: 海俊傑

## 外部連結
- （日語） 官方網站